# Proctacanthus nigrimanus
Proctacanthus nigrimanus là một loài ruồi trong họ Asilidae. Proctacanthus nigrimanus được Curran miêu tả năm 1951. Loài này phân bố ở vùng Tân nhiệt đới.